# سالي فلين
سالي فلين (بالإنجليزية: Sally Flynn)‏ هي مغنية أمريكية، ولدت في 23 يوليو 1946.

## وصلات خارجية
- سالي فلين على موقع IMDb (الإنجليزية)